# グラデュエイト (バンド)
グラデュエイト（Graduate）は、イングランドのスカ・バンド。1978年にイングランドのバースで結成され、1981年までに解散した。今日では、1980年代から1990年代にかけて世界的名声を得たティアーズ・フォー・フィアーズのメンバーであるローランド・オーザバルとカート・スミスによって、初めてレコーディングが行われたバンドとして知られている。

## 略歴
ジョン・ベイカーとローランド・オーザバルは同じ学校に在籍し、1977年、16歳の頃から地元のパブやクラブで「ベイカー・ブラザーズ」として演奏していた。グラデュエイトという名前は、映画『卒業 (Graduate)』でフィーチャーされた、サイモン&ガーファンクルの「ミセス・ロビンソン」のカバーをショーのオープニングで演奏していたという事実に由来している。彼らは、最初のマネージャーであるコリン・ワイアットによって地元の若者たちによる音楽グループのメンバーだったドラマーのアンディ・マースデンを紹介された。スティーヴはバースにある地元のナイトスポットでピアノを弾いているところをコリン・ワイアットに見出され、しばらくの間、つまりカートがその座を得るまでの間、様々なベース奏者と演奏を共にした。ローランドとカートは旧知の仲で、14歳のときに「Duckz」という若者のクラブ・バンドで演奏していた。1979年、グラデュエイトはトニー・ハッチによりパイ・レコードと契約を結んだ。グラデュエイトは、1980年1月に「Crescent Studios Bath」でデビュー・アルバム『Acting My Age』をレコーディングした。最初のシングル「Elvis Should Play Ska」は、1980年4月に英国チャートで82位に達した（バンドがジュディ・ツークをサポートする33日にわたる英国ツアー中のことだった）。それはスペインでさらに好評を受け、トップ10に達した。その後、バンドは1980年のうちに2回、スペインをツアーし、テレビとプロモーションの仕事を行った。
バンドは1980年10月から11月にかけて、ドイツでタイトなツアーを実施し、ギグからギグへと道路のないような場所を何百マイルもドライブしなければならなかった。これが、帰国をやめるためにオーザバルから与えられた一番の理由であった。その時点では、オーザバルは自分の将来をライブ・アーティストとして考えていなかったため、作曲に専念したかったのだった。カート・スミスもこの段階でバンドを脱退した。
グラデュエイトは1980年に英国のテレビにも出演している。サウサンプトンのサザンテレビの子供向けテレビ番組『Runaround』で「Ever Met a Day」を演奏した。また、BBCブリストルのための「RPMロック」の2エピソードにも出演し、それぞれの番組においてライブで3曲を演奏した。
グラデュエイトは1981年まで続いた。彼らはオーザバルとスミスをしばらくの間、ダレン・ハッチのベース（トニー・ハッチとジャッキー・トレントの息子）、ナイジェル・ニュートンのギターに置き換えた。彼らは少数の地元のギグとロンドンのギグにて演奏し、パイ/PRTとの関係を続けた。彼らは、1981年半ばにイアン・スタンリーとの多くのデモを録音した。ジョンとスティーヴは、コーギスとのヨーロッパでのプロモーション活動に忙しくなり、グラデュエイトは立ち往かなくなっていった。
1981年、オーザバルとスミスは絶賛を受けることとなるニュー・ウェイヴ・バンド「ティアーズ・フォー・フィアーズ」を結成した。
アンディ・マースデンは、「悩める子供達」のオリジナル・シングルのレコーディングでドラムを演奏している。
ジョン・ベイカーは後にスタックリッジのメンバーをフィーチャーしたバンド、コーギスに加入することとなった。
ジョンは1993年に再びローランドと合流し、英国と米国におけるヒット曲「ブレイク・イット・ダウン・アゲイン」のバック・ボーカルを歌っている。
アンディとジョンは、今でもカバー・バンドである「ザ・ミーニーズ (The Meanies)」で、グラデュエイトの元マネージャーであったグレン・トミー、コーギスのジェームス・ウォーレンと一緒に演奏している。

## メンバー
- ローランド・オーザバル (Roland Orzabal) - ギター、キーボード、リード・ボーカル
- カート・スミス (Curt Smith) - ベース、シンセサイザー、たまにリード・ボーカル
- ジョン・ベイカー (John Baker) - ギター、たまにリード・ボーカル
- スティーヴ・バック (Steve Buck) - キーボード、フルート
- アンディ・マースデン (Andy Marsden) - ドラム

## ディスコグラフィ

### アルバム
- Acting My Age (1980年) ※2001年に未発表アルバム『Ambitions』などの楽曲をボーナス収録して再発
- Graduate (1991年) ※ドイツでのみ発売されたコンピレーション